# Skuhrov (Liberec)
Skuhrov è un comune della Repubblica Ceca facente parte del distretto di Jablonec nad Nisou, nella regione di Liberec.